# Eleccions al Dáil Éireann de 1944

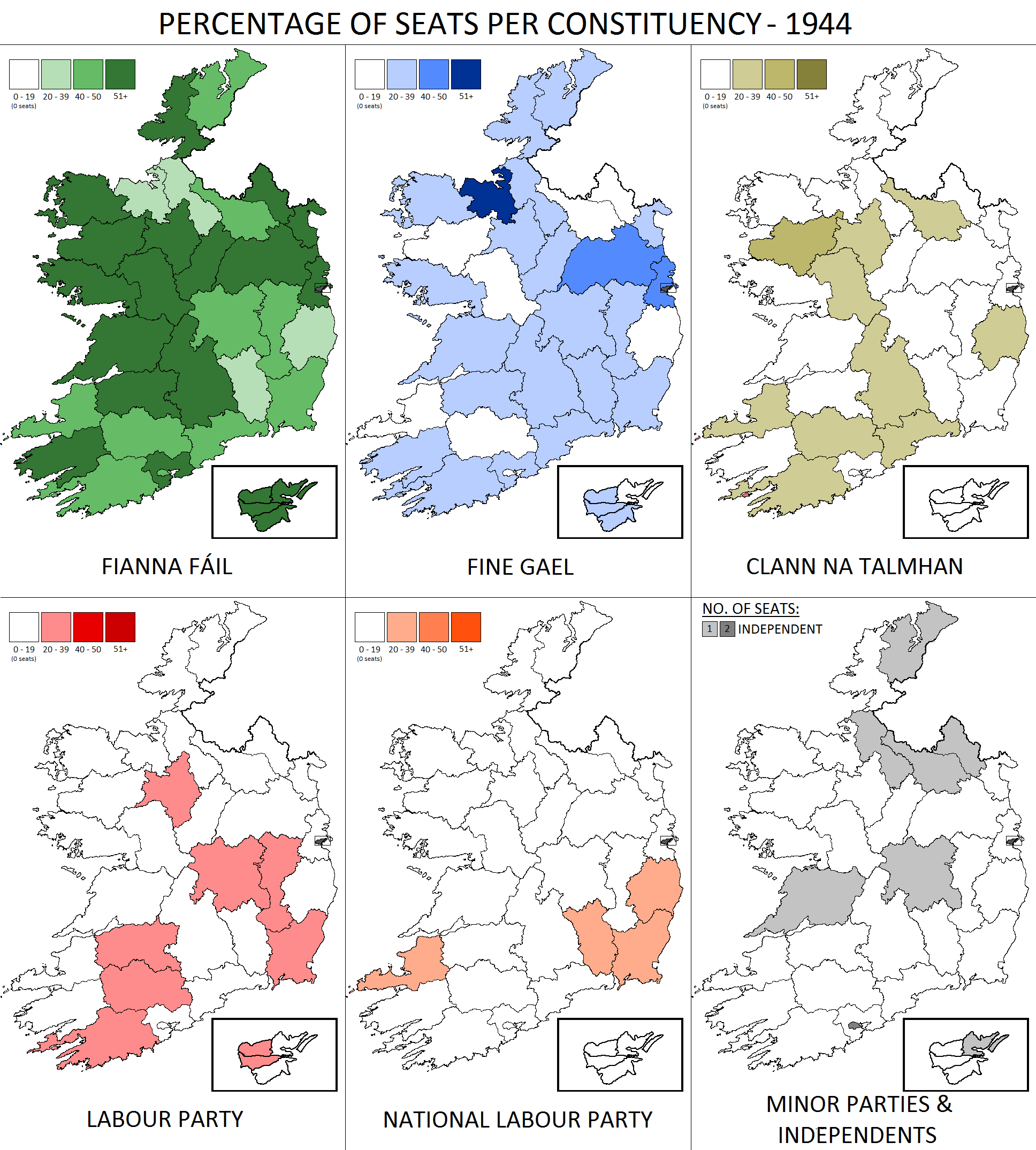
Resultats per circumscripcions i partits

Les eleccions al Dáil Éireann de 1944 es van celebrar el 30 de maig de 1944 per a renovar els 138 diputats del Dáil Éireann. Va guanyar el Fianna Fáil per majoria absoluta.

## Resultats
| Partit                    | Líder            | Vot popular | %     | Escons |
| Fianna Fáil               | Éamonn de Valera |             | 48,9% | 75     |
| Fine Gael                 | Richard Mulcahy  |             | 20,5% | 30     |
| Clann na Talmhan          | Joseph Blowick   |             | 8%    | 11     |
| Laborista                 | William Norton   |             | 5,8%  | 8      |
| Partit Nacional Laborista | James Everett    |             | 2,9%  | 4      |
| Independents              |                  |             | 6,5%  | 9      |